# Pasaporte marroquí
El pasaporte marroquí es el documento de identidad internacional en formato de libreta electrónica emitido para los ciudadanos de Marruecos que realizan viajes al exterior. Además de servir como prueba de identidad y presunción de nacionalidad marroquí, facilitan el proceso de asegurar la asistencia de funcionarios consulares marroquíes en el extranjero si es necesario. 
Desde el 15 de diciembre de 2009, el pasaporte biométrico está disponible para todos los nuevos solicitantes. Los ciudadanos marroquíes pueden solicitar un pasaporte en cualquier momento y lugar. Lanzado en tándem con el nuevo programa de inscripción, un portal web que describe los requisitos de emisión lleva a los solicitantes a través del procedimiento paso a paso, desde la comodidad de su teclado. Una vez que se ha recopilado la prueba de identidad, el solicitante puede llenar un formulario en línea para imprimir y presentar en persona en la prefectura. Los formularios descargables para pasaportes y pasaportes temporales también pueden imprimirse para completarse a mano. Un archivo PDF describe los formatos de foto aceptados, mientras que una función de seguimiento conveniente permite a los solicitantes para rastrear las diversas etapas de procesamiento. Passeport.ma

## Diseño

### Portada
El pasaporte marroquí tiene el siguiente texto en su portada:
Superior: "المملكة المغربية"
"al-Mamlaka al-Magribiyya", en francés: Royaume du Maroc (Reino de Marruecos), en inglés: Kingdom of Morocco (Reino de Marruecos).
Medio: El escudo de armas de Marruecos
Inferior: "جواز سفر" "jawaz safar", en francés: Passeport (pasaporte), en inglés: Passport (pasaporte).
Existen varios colores para diferentes tipos de pasaportes:
- Los pasaportes ordinarios son verdes.
- Los pasaportes diplomáticos son de color rojo burdeos.
- Los pasaportes especiales son azules.
- Los pasaportes de servicio son marrones.

### Página de identidad
La página de identidad de un pasaporte ordinario contiene los siguientes datos:
- Fotografía del portador.
- Tipo de pasaporte (P)
- Código de país (MAR)
- Número de pasaporte
- Apellido del portador
- Nombre(s) del portador
- Nacionalidad ("Marocaine مغربية", marroquí)

Territorios con/sin visado o visa a la llegada para los titulares del pasaporte marroquí regular.
Marruecos
Libre movimiento
Visa a la llegada
eVisa
Visa disponible tanto a la llegada como en línea
Visa requerida

- Sexo
- Fecha de nacimiento
- Lugar de nacimiento
- Dirección
- Fecha de emisión
- Autoridad que expide el pasaporte
- Número de identificación nacional
- Fecha de expiración
- Firma escaneada del portador.
- Zona legible por máquina

## Requisitos de visado
En 2021, los ciudadanos marroquíes tenían acceso sin visa o visa a la llegada a 70 países y territorios, lo que sitúa al pasaporte marroquí en el puesto 67 en términos de libertad de viaje según el Henley Passport Index . 